# Carlo Bergman
Carlo Bergman, född 1938, död 1989, var en finländsk violinbyggare. Han var son till Jukka Bergman.
Bergman utbildade sig till skicklig violinbyggare bland annat 1960–1963 i Cremona i Italien, men ägnade sig, i samarbete med museer, främst åt att restaurera olika slags instrument.